# Fadil-Vokrri-Stadion
Das Fadil-Vokrri-Stadion (albanisch Stadiumi Fadil Vokrri, serbisch стадион Фадиљ Вокри Stadion Fadilj Vokri) ist ein Fußballstadion in der kosovarischen Hauptstadt Pristina. Es ist die Heimspielstätte des Fußballvereins FC Prishtina sowie der kosovarischen Fußballnationalmannschaft. Die Anlage verfügt über 13.429 Zuschauerplätze und ist neben dem Adem-Jashari-Stadion in Mitrovica eines von zwei Stadien, in denen auch internationale Spiele stattfinden. Von 2016 bis 2018 erfolgte ein Umbau, um den FIFA- und UEFA-Anforderungen gerecht zu werden. Die Sportstätte wurde nach dem ehemaligen Fußballspieler und Präsidenten der Federata e Futbollit e Kosovës, Fadil Vokrri (1960–2018), benannt.
Das Fadil-Vokrri-Stadion ist seit 1993 Austragungsort des Endspiels des kosovarischen Fußballpokals Kupa e Kosovës. Im Stadion fanden außerdem Konzerte von Künstlern wie 50 Cent, Snoop Dogg oder Eros Ramazzotti statt.
Das erste offizielle Pflichtheimspiel wurde am 10. September 2018 durchgeführt. Im Spiel der UEFA Nations League 2018/19 der Liga D gegen die Färöer-Inseln siegte der Kosovo mit 2:0. Dieses Fußballspiel wurde von den Medien als historischer Abend bezeichnet.
Die kosovarische Fußballnationalmannschaft trägt ihre Heimspiele im Fadil-Vokrri-Stadion und im Adem-Jashari-Stadion in Mitrovica aus. Die UEFA genehmigte die Nutzung der Spielstätte. Zuvor musste die Mannschaft im Loro-Boriçi-Stadion in der albanischen Stadt Shkodra antreten.
Kosovarische Mannschaften, die im Europapokal antreten, nutzen das Stadion für diese Partien als Heimspielstätte. So trug beispielsweise KF Ballkani seine internationalen Heimspiele der Saisons 2022/23 und 2023/24 im Fadil-Vokrri-Stadion aus.